# Partido da Cooperação
O Partido da Cooperação (em groenlandês Suleqatigiissitsisut; em dinamarquês Samarbejdspartiet) é um partido social-liberal e unionista da Groenlândia.
Nasceu de uma cisão do partido Democratas em 2018.

## Resultados eleitorais
Nas eleições regionais na Groenlândia em 2018, o partido recebeu 4 % dos votos,tendo ganho 1 lugar no Parlamento da Groenlândia.